# Sottocosto
Sottocosto è un singolo del cantautore italiano Fulminacci, pubblicato il 30 maggio 2025.

## Descrizione
Il brano, scritto dallo stesso cantautore, è prodotto da Pietro Paroletti, in arte Golden Years ed è stato anche incluso nel suo album Fuori menù.

## Tracce
Testi di Filippo Uttinacci, musiche di Pietro Paroletti.
1. Sottocosto – 2:58